# Rette deine Haut, Killer
Rette deine Haut, Killer ist ein Film nach dem Buch Que d'os von Jean-Patrick Manchette mit Alain Delon in der Hauptrolle des Privatdetektivs Choucas. Regie führte Delon selbst. Der Film hatte in Deutschland am 13. August 1982 Premiere.

## Handlung
Privatdetektiv Choucas bekommt in seinem Büro Besuch von der verstörten Madame Pigot, die ihre Tochter vermisst. Die Tochter ist blind, hatte in einer Blindenstiftung gearbeitet und war plötzlich verschwunden. Kommissar Coccioli bittet ihn den Fall zu übernehmen, um die Mutter zufriedenzustellen. Schnell bekommt er Besuch von einem gewissen Pradier, der ihm weismachen will, dass das Mädchen mit einem Freund durchgebrannt sei. Choucas glaubt ihm kein Wort und wird, als er Pradier die Wahrheit herauspressen will, von Kasper niedergeschlagen. Als er sich mit Madame Pigot treffen will, wird sie erschossen. Er untersucht ihre Wohnung und findet bei ihr ein Bild mit ihr und einem Kriegsverbrecher, der vor Kriegsende ums Leben kam. Kasper und Pradier lauern ihm auf und zwingen ihn in einen Wald zu fahren, wobei Pradier umkommt und Kasper flieht. Nachdem Choucas einen korrupten Kommissar getötet hat, sucht er seinen unsichtbaren Partner „Tarpon“ alias Haymann auf. Währenddessen wird seine Sekretärin Charlotte entführt.
Choucas und Haymann befreien sie mit der unfreiwilligen Hilfe von Kasper, der aber schwer verletzt fliehen kann. Da Choucas Taten Schlagzeilen machen, aber er nicht zur Fahndung ausgeschrieben wird, kommt dem Trio der Verdacht, dass jemand will, dass Choucas dran bleiben soll. Es stellt sich heraus, dass Coccioli und die Drogenfahndung im Alleingang versuchen, einen Drogenring, der mit der Blindenstiftung zusammenhängt, zu sprengen. Durch Kaspers Freundin findet Choucas heraus, dass in der Klinik „Verte colline“ ein möglicher Aufenthaltsort der Pigot-Tochter sein könnte. Choucas wird als Patient eingeschleust, fliegt aber auf. Durch einen schmerzlichen Zufall findet er die Pigot-Tochter, vollgestopft mit Drogen, in einem Kellerraum. Als Kasper sie töten will, wird er von Professor Bachhoffer, dem alten Weggefährten des Kriegsverbrechers, getötet. Die Polizei stürmt daraufhin das Haus.

## Kritiken
„Regiedebüt des Schauspielers Alain Delon, dem es in einer auf Actionszenen, geschwätzige Dialoge und Brutaleffekte setzenden Inszenierung nicht gelingt, seinem Helden mythische Züge zu verleihen.“

„Alain Delon zeigte mit diesem Klischee-Reißer eigentlich nur, dass nicht jeder Star zum Regisseur taugt.“